# Lidija Bragina
Lidija Michajłowna Bragina (ros. Ли́дия Миха́йловна Бра́гина; ur. 1 lutego 1930 w Symferopolu, zm. 16  lutego 2021 w Moskwie) – radziecka i rosyjska historyczka, specjalistka w zakresie Renesansu włoskiego, uhonorowana tytułem „Zasłużony Profesor Uniwersytetu Moskiewskiego” (2003).
Pochowana na Cmentarzu Wostriakowskim w Moskwie.

## Nagrody i wyróżnienia
- 1991: Nagroda im. Gieorgija Plechanowa